# أليكس إيووبي
ألكساندر تشوكا إيووبي (/ɪˈwoʊbi/ ih-WOH-bee؛ مواليد 3 مايو 1996) هو لاعب كرة قدم نيجيري يلعب في مركز الهجوم مع نادي فولهام في الدوري الإنجليزي الممتاز والمنتخب النيجيري.

## النشأة والشخصية
وُلد إيووبي في لاغوس قبل أن ينتقل إلى إنجلترافي سن الرابعة، بعد فترة قصيرة من الإقامة في تركيا. نشأ وترعرع في نيوهام.
هو ابن شقيق لاعب كرة القدم المحترف السابق جي–جي أوكوتشا. والدته هي أخت أوكوتشا.
صديقه المقرب هو زميلة السابق في أرسنال «أفضل أصدقاء» مع زميله السابق في فريق أرسنال تيريل روبينسون.

## مسيرته الكروية

### أرسنال
التحق إيووبي بأرسنال بينما كان لا يزال في المدرسة الابتدائية، في عام 2004.
انضم لأول مرة مع الفريق الأول كبديل لم يشارك في مباراة كأس رابطة الأندية ضد وست بروميتش ألبيون في 25 سبتمبر 2013. وقع عقدًا طويل الأجل مع أرسنال في أكتوبر 2015.
في أغسطس 2018، وقع عقدًا جديدًا طويل الأجل مع النادي، ويُقال إنه حتى عام 2023.

### إيفرتون
في 8 أغسطس 2019، وقع إيووبي عقدًا لمدة خمس سنوات مع نادي إيفرتون. وفقا لـ بي بي سي، تلقى أرسنال 28 مليون جنيه إسترليني مبدئياً (34 مليون دولار أمريكي)، وارتفع إلى 34 مليون جنيه إسترليني (41.2 مليون دولار أمريكي) مع إضافات محتملة.

### فولهام
وقع إيووبي عقدًا مع فولهام في 2 سبتمبر 2023 مقابل مبلغ لم يُكشف عنه.

## مسيرته الدولية

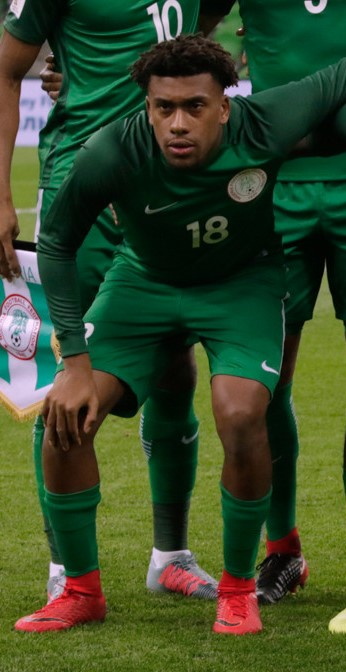
أليكس إيووبي، المنتخب النيجيري الوطني

بدأ إيووبي مع شباب إنجلترا، حيث فاز ببطولة درع النصر في عام 2011. فضل إيووبي اللعب مع نيجيريا. شارك بأول مباراة له مع المنتخب النيجيري في 8 أكتوبر 2015، حيث دخل كبديل عن أحمد موسى في الدقيقة 57 من الهزيمة الودية 2–0 أمام جمهورية الكونغو الديمقراطية في فيزيه، بلجيكا.
تم اختياره للمشاركة مع نيجيريا في الألعاب الأولمبية الصيفية 2016. لم يكن جزءًا من الفريق النهائي المكون من 18 لاعب.
في أغسطس 2017، انسحب إيووبي من تشكيلة نيجيريا لتصفيات كأس العالم لهذا الشهر بسبب الإصابة. في 7 أكتوبر 2017، سجل إيووبي لنيجيريا في مباراة الفوز 1–0 على زامبيا ليضمن لمنتخب بلاده مكان في كأس العالم 2018 في روسيا.
تم اختياره في تشكيلة نيجيريا المكونة من 23 لاعباً للمشاركة كأس العالم 2018 في روسيا. قال إن الفريق يحتاج إلى التعلم من أدائه بعد الخروج من دور المجموعات.
في أبريل 2019، قال إنه يريد يسير على درب عمه جي–جي أوكوتشا بالفوز بكأس الأمم الأفريقية. وقد أدرج في تشكيلة نيجيريا لبطولة 2019. في البطولة قال إنه سيتجاهل وصف نيجيريا بأنها المرشحة. بعد البطولة قال إنه يتطلع إلى العودة للعب مع أرسنال.

## جدال
في يناير 2018، تم إصدار شريط فيديو يزعم أنه أظهر إيووبي في حفلة في وقت متأخر من الليل قبل 36 ساعة من إحدى المباريات.
في يناير 2019، تعرض إيووبي للعنصرية من الممثلة الهندية إيشا غوبتا، سفيرة ارسنال.

## الإحصائيات

### النادي
آخر تحديث 30 مايو 2019.
| النادي   | الموسم   | الدوري                   | الدوري | الدوري  | كأس الاتحاد الإنجليزي | كأس الاتحاد الإنجليزي | كأس الدوري | كأس الدوري | أوروبا | أوروبا  | أخرى   | أخرى    | المجموع | المجموع |
| النادي   | الموسم   | الدرجة                   | الظهور | الأهداف | الظهور                | الأهداف               | الظهور     | الأهداف    | الظهور | الأهداف | الظهور | الأهداف | الظهور  | الأهداف |
| -------- | -------- | ------------------------ | ------ | ------- | --------------------- | --------------------- | ---------- | ---------- | ------ | ------- | ------ | ------- | ------- | ------- |
| أرسنال   | 2015–16  | الدوري الإنجليزي الممتاز | 13     | 2       | 5                     | 0                     | 1          | 0          | 2      | 0       | 0      | 0       | 21      | 2       |
| أرسنال   | 2016–17  | الدوري الإنجليزي الممتاز | 26     | 3       | 3                     | 0                     | 2          | 0          | 7      | 1       | —      | —       | 38      | 4       |
| أرسنال   | 2017–18  | الدوري الإنجليزي الممتاز | 26     | 3       | 1                     | 0                     | 5          | 0          | 6      | 0       | 1      | 0       | 39      | 3       |
| أرسنال   | 2018–19  | الدوري الإنجليزي الممتاز | 35     | 3       | 2                     | 1                     | 3          | 0          | 11     | 2       | 0      | 0       | 51      | 6       |
| أرسنال   | المجموع  | المجموع                  | 100    | 11      | 11                    | 1                     | 11         | 0          | 26     | 3       | 1      | 0       | 149     | 15      |
| إيفرتون  | 2019–20  | الدوري الإنجليزي الممتاز | 0      | 0       | 0                     | 0                     | 0          | 0          | 0      | 0       | 0      | 0       | 0       | 0       |
| الإجمالي | الإجمالي | الإجمالي                 | 100    | 11      | 11                    | 1                     | 11         | 0          | 26     | 3       | 1      | 0       | 149     | 15      |

1. 1 2  المباريات في دوري أبطال أوروبا
2. 1 2  المباريات في الدوري الأوروبي
3. ↑  المباريات في درع الاتحاد الإنجليزي

### المنتخب
آخر تحديث 25 يوليو 2019.
| المنتخب الأول | العام   | الظهور | الأهداف |
| ------------- | ------- | ------ | ------- |
| نيجيريا       | 2015    | 2      | 0       |
| نيجيريا       | 2016    | 6      | 1       |
| نيجيريا       | 2017    | 5      | 3       |
| نيجيريا       | 2018    | 12     | 1       |
| نيجيريا       | 2019    | 11     | 1       |
| المجموع       | المجموع | 36     | 6       |

### الأهداف الدولية
قائمة الأهداف والنتائج مع منتخب نيجيريا الأول.
| #  | الخصم          | المكان                                    | الخصم     | الهدف | النتيجة | المسابقة                 |
| -- | -------------- | ----------------------------------------- | --------- | ----- | ------- | ------------------------ |
| 1. | 9 أكتوبر 2016  | ملعب ليفي مواناواسا، ندولا، زامبيا        | زامبيا    | 1–0   | 2–1     | تصفيات كأس العالم 2018   |
| 2. | 7 أكتوبر 2017  | ملعب غودسويل أكابيو الدولي، أويو، نيجيريا | زامبيا    | 1–0   | 1–0     | تصفيات كأس العالم 2018   |
| 3. | 14 نوفمبر 2017 | ملعب كراسنودار، كراسنودار، روسيا          | الأرجنتين | 2–2   | 4–2     | ودية                     |
| 4. | 14 نوفمبر 2017 | ملعب كراسنودار، كراسنودار، روسيا          | الأرجنتين | 4–2   | 4–2     | ودية                     |
| 5. | 2 يونيو 2018   | ملعب ويمبلي، لندن، إنجلترا                | إنجلترا   | 1–2   | 1–2     | ودية                     |
| 6. | 6 يوليو 2019   | ستاد الإسكندرية، الإسكندرية، مصر          | الكاميرون | 3–2   | 3–2     | كأس الأمم الأفريقية 2019 |

## الإنجازات

### النادي
أرسنال
- كأس الاتحاد الإنجليزي (1): 2016–17[45]
- درع الاتحاد الإنجليزي (2): 2015،[46] 2017[47]
- كأس رابطة الأندية الإنجليزية المحترفة الوصيف: 2017–18[48]
- الدوري الأوروبي الوصيف: 2018–19[49]

### المنتخب
إنجلترا تحت 16
- درع النصر (1): 2011[50]

 نيجيريا
- كأس الأمم الأفريقية: 2019 المركز الثالث[51]

### الفردية
- جائزة أفضل لاعب شاب من الكاف (1): 2016[52]
- تشكيلة العام من الكاف (1): 2016 (كبديل)[53]

## وصلات خارجية
- أليكس إيووبي على موقع الاتحاد الأوربي (الإنجليزية)
- أليكس إيووبي على موقع قاعدة بيانات كرة القدم.إي يو (الإنجليزية)
- أليكس إيووبي على موقع ناشيونال فوتبول تيمز (الإنجليزية)
- أليكس إيووبي على موقع Soccerbase.com (لاعب) (الإنجليزية)
- أليكس إيووبي على موقع Soccerway.com (الإنجليزية)
- أليكس إيووبي على موقع عالم كرة القدم.نت (الإنجليزية)
- أليكس إيووبي على موقع AS.com (الإسبانية)